# Санта-Мария-Одигитрия-деи-Сичилиани (титулярная диакония)
Титулярная диакония Санта-Мария-Одигитрия-деи-Сичилиани — титулярная церковь была создана Папой Павлом VI 12 февраля 1973 года апостольской конституцией «Romana templa». Титулярная диакония принадлежит барочной церкви Санта-Мария-Одигитрия-деи-Сичилиани, расположенной в районе Рима Колонна, на виа дель Тритоне 82.

## Список кардиналов-дьяконов и кардиналов-священников титулярной диаконии Санта-Мария-Одигитрия-деи-Сичилиани
- Сальваторе Паппалардо — титул pro illa vice (5 марта 1973 — 10 декабря 2006, до смерти);
  - вакансия (2006 — 2010);
- Паоло Ромео — титул pro hac vice (20 ноября 2010 — по настоящее время).